# イヴァンキウの戦い
イヴァンキウの戦い（イヴァンキウのたたかい）は、2022年のロシアによるウクライナ侵攻の際、2022年2月25日に始まったロシア連邦とウクライナの間の軍事的交戦である。早朝、チェルノブイリの戦いの後に、ロシア陸軍の隊列が北西からキーウ州ヴィーシュホロド地区イヴァンキウに接近した。

## 戦闘
2月25日の朝、ウクライナ軍はテテリフ川にかかるイヴァンキウの橋を破壊し、キーウに向かうロシアの戦車師団の前進を阻止した。ウクライナの空挺突撃部隊は、イヴァンキウと近くの町ダイマーでロシア兵と交戦した。
一部のロシア軍はイヴァンキウを突破し、小規模衝突の末に戦略上重要なアントノフ国際空港の占領に成功した。同空港はキーウからわずか20km北西に位置している。
イヴァンキウでの戦闘は2月25日の午後から夜にかけても続き、ロシア軍が町を大砲で砲撃し、民間人に死傷者が出た。イヴァンキウは主要なガスパイプラインの所在地でもあり、破壊された場合、ヨーロッパの大部分へのウクライナのガス輸送が停止する可能性がある。
2月26日、イヴァンキウでは戦闘が続き、2月27日にはイヴァンキウ歴史・地方史博物館が戦闘中のロシア軍の攻撃を受けて火事になり、同博物館に収蔵されていたウクライナの芸術家マリア・プリマチェンコの作品約25点が焼失した。これを受けて、ウクライナのオレクサンドル・トカチェンコ文科情報政策大臣は、ユネスコに対しロシアのユネスコ加盟国の権利剥奪を要請した。
2月27日の朝、イヴァンキウに向かう全長4.8キロメートル以上のロシア軍の車列が衛星画像で確認された。2月28日までには、車列の長さは約64kmに伸びていた。ロシア軍によるイヴァンキウの占領は3月2日に確認された。